# El Aguacate, Ignacio de la Llave
El Aguacate är en ort i Mexiko.   Den ligger i kommunen Ignacio de la Llave och delstaten Veracruz, i den sydöstra delen av landet, 300 km öster om huvudstaden Mexico City. El Aguacate ligger 10 meter över havet och antalet invånare är 404.
Terrängen runt El Aguacate är mycket platt. Runt El Aguacate är det ganska tätbefolkat, med 72 invånare per kvadratkilometer. Närmaste större samhälle är Tlalixcoyan, 14,4 km nordväst om El Aguacate. Omgivningarna runt El Aguacate är en mosaik av jordbruksmark och naturlig växtlighet.